# دانيال لورنس بارينجر
دانيال لورنس بارينجر هو محامي وسياسي أمريكي، ولد في 1 أكتوبر 1788 في مقاطعة كاباروس في الولايات المتحدة، وتوفي في 16 أكتوبر 1852. نشط حزبياً في الحزب الديمقراطي. وقد انتخب عضو مجلس نواب كارولينا الشمالية ‏ وانتخب عضو مجلس النواب الأمريكي ‏.